# Кизени (Салаж)
Кизени (рум. Chizeni) насеље је у Румунији у округу Салаж у општини Галгау. Oпштина се налази на надморској висини од 213 m.

## Становништво
Према подацима из 2002. године у насељу је живело 126 становника, од којих су сви румунске националности.